# Siroe

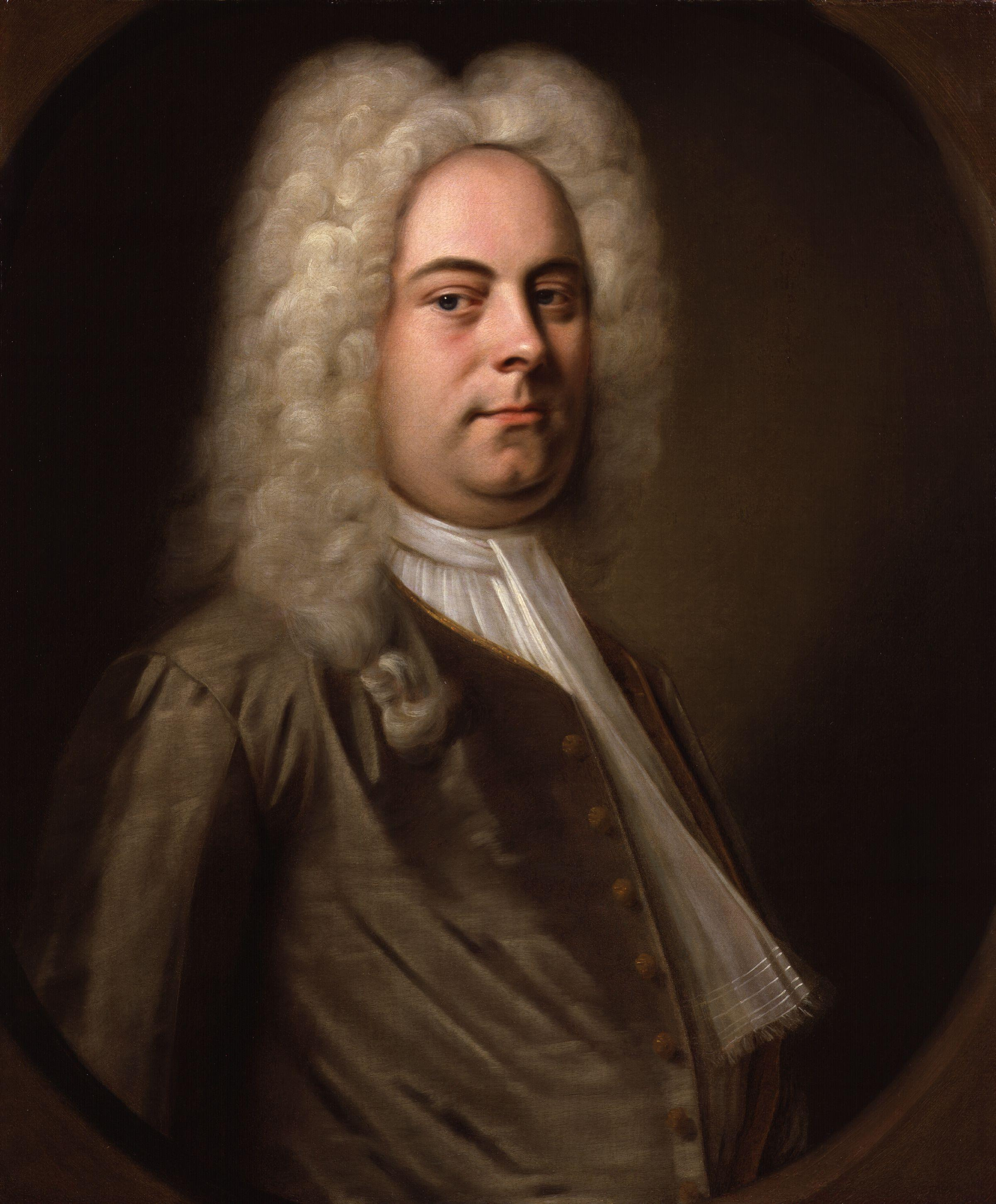
Georg Friedrich Händel

Siroe, re di Persia (Siroe, kung av Persien) (HWV 24) är en opera seria i tre akter med musik av Georg Friedrich Händel och libretto av Nicola Francesco Haym, omarbetat efter Pietro Metastasios libretto. Texten är en fri omarbetning av några händelser i den persiske kungen Kavadh II:s (också känd under namnet Shērōē) liv. 

## Historia
Siroe var Händels första opera med ett libretto av Metastasio. Den var en av tre operor som Händel tonsatte säsongen 1727/28 för att rädda sitt operasällskap som hotades av sammanbrott. Operan hade premiär den 17 februari 1728 på The Queen's Theatre, Haymarket, London (senare The King's Theatre) och spelades 18 gånger.

## Personer
- Cosroe, kung av Persien (bas)
- Siroe, Cosroes äldste son (kastratsångare)
- Medarse, Cosroes yngre son (altkastrat)
- Arasse, Cosroes general och Siroes förtrogne (bas)
- Emira, dotter till Asbite, kungen av Cambaya, och Siroes älskade (sopran)
- Laodice, Cosroes älskarinna och Arasses syster (sopran)

## Handling
Kung Cosroe planerar att ge tronen till sin yngre son Medarse istället för den äldste sonen Siroe. Prins Siroe förälskar sig i Emira, vars fader har dödats av Cosroe, och som nu lever förklädd till man (Idaspe) vid Cosroes hov. Siroe tillbakavisar Emiras önskan om att han skall döda Cosroe men blir själv misstänkt för förräderi. Han undgår att bli avrättad och avslöjar komplottens huvudmän Medarse och Laodice. Siroe och hans män segrar över Cosroes män. Siroe hindrar Emira från att hämnas fadern och Cosroe abdikerar till förmån för Siroe.